# Jules Fournier
Pour les articles homonymes, voir Fournier, Pierre Beaudry et Beaudry.
Jules Fournier (pseudonyme : Pierre Beaudry), né le 23 août 1884 à Coteau-du-Lac et mort le 16 avril 1918 à Ottawa, est un journaliste, un écrivain et un critique littéraire québécois.

## Biographie
Jules Fournier naît à Coteau-du-Lac en 1884. Il est le fils de d’Isaïe Fournier, cultivateur, et de Marie Durocher. Il étudie à partir de 1897 au séminaire de Valleyfield. L'abbé Lionel Groulx lui enseigne la rhétorique et lui remet le premier prix d'histoire en 1902. Groulx décrit son jeune protégé dans Mes mémoires comme ceci :

« Un élève brillant, difficile, exigeant et un peu frustré, infatigable liseur en avance sur ses condisciples et la plupart de ses professeurs, d’où cet esprit frondeur qui s’était développé en lui. »

— L'abbé Lionel Groulx
En décembre 1902, l’abbé Pierre-Avila Sabourin, le directeur de l'institution, dont Fournier s’est moqué, le force à quitter le collège. Jules Fournier continue de s'instruire par lui-même. 
Il devient reporter pour La Presse en 1903 et 1904 et publie sous le pseudonyme de « Pierre Beaudry ». De 1904 à 1908, il est courriériste parlementaire, reporter politique et rédacteur au journal Le Canada. Il voyage en Nouvelle-Angleterre, pour enquêter sur la situation économique, politique et religieuse des Franco-Américains. À partir de 1906, toujours sous le pseudonyme de « Pierre Beaudry », il collabore au journal de son ami Olivar Asselin, Le Nationaliste. Il en devient le directeur en 1908. En 1907, il est attaqué en justice par Adélard Turgeon, puis en 1909 par Louis-Alexandre Taschereau et Lomer Gouin. La même année, il subit son procès et écope de trois mois de prison à la Prison de Québec. Il en sort après dix-sept jours,. Ce temps passé à l'ombre lui inspire Souvenirs de prison, qui est publié en 1910. Il collabore ensuite avec La Patrie et Le Devoir. « Mon encrier », un de ses articles les plus célèbres, est publié en première page du premier numéro du Devoir. Le texte débute ainsi :

« C'est un bel encrier tout flambant neuf, rempli jusqu'au bord de bonne encre fraîche et claire. Oh ! le merveilleux liquide ! Comme il fera d'agréables éclaboussures sur de certains visages ! »

— Jules Fournier, Le Devoir, 10 janvier 1910.
En avril 1911, il fonde l'hebdomadaire L'Action. Parmi ses collaborateurs on compte notamment son ami Olivar Asselin, Arthur Beauchesne, Ferdinand Paradis, Édouard Montpetit, Marcel Dugas, Robert La Roque, René Chopin, Albert Lozeau et Paul Morin. En 1915, le style polémique de Fournier lui vaut les reproches du maire de Montréal, Médéric Martin. Ses collègues de l'époque font remarquer qu'il n'était pas comme les autres journalistes canadiens, tirant ses inspirations des classiques français. Libéral sans être anticlérical, son confrère Olivar Asselin le compare à Arthur Buies.
Le 22 avril 1912, il épouse Thérèse Surveyer avec qui il a un fils.
En 1917, il devient traducteur au Sénat canadien. Il meurt le 16 avril 1918, à Ottawa, d'une pneumonie, à l'âge de trente-trois ans. Le 18 avril, il est inhumé au Cimetière Notre-Dame-Des-Neiges à Montréal. En 1922, sa femme et Olivar Asselin font paraître le recueil Mon encrier, qui rassemble ses textes les plus importants.
Le littérateur Berthelot Brunet le classe parmi les meilleurs journalistes canadiens.
Une biographie de Jules Fournier a été écrite par Adrien Thério en 1954 et une autre par Alonzo Leblanc en 1980.

## Honneur posthume
Depuis 1980, le prix Jules-Fournier est remis en son honneur par le Conseil de la langue française. 

## Ouvrages
- Souvenirs de prison, 1910
- L'Action, 1911
- Sir Lomer Gouin
- La cité des livres, 1918
- Anthologie des poètes canadiens, 1920 (posthume)
- Mon encrier, Tome 1, 1922 (posthume)
- Mon encrier, Tome 2, 1922 (posthume)
- Trois jours en prison, 1965 (posthume)

## Influences littéraires
Rochefort, Brunot, La Bruyère, Fontenelle, France, De Gourmont, Lemaître, Pascal, Racine, Rivarol, Paul Stapfer, Taine, Louis Veuillot, Voltaire.